# 255 (число)
Вижте пояснителната страница за други значения на 255.
255 (двеста петдесет и пет) е естествено, цяло число, следващо 254 и предхождащо 256.
Двеста петдесет и пет с арабски цифри се записва „255“, а с римски – „CCLV“. Числото 255 е съставено от три цифри от позиционните бройни системи – 2 (две), 5 (пет).

## Общи сведения
- 255 е нечетно число.
- 255-ият ден от невисокосна година е 12 септември.
- 255 е година от Новата ера.